# Arthur C. Nielsen
Arthur Charles Nielsen senior (* 5. September 1897 in Chicago; † 1. Juni 1980 ebenda) war ein US-amerikanischer Marketingforscher.
1923 gründete Arthur Charles Nielsen in Evanston, Illinois die ACNielsen Corp., ein Unternehmen für Marktforschung, da er als einer der ersten begriffen hatte, dass Bewegungen im Markt und Veränderungen in der Meinungsbildung analysiert und systematisiert werden können, um die Marktchancen für Güter und Dienstleistungen zu verbessern. Neben anderen Innovationen erfand Nielsen die bis heute eingesetzte Methode des Handelspanels, das heißt der Datenerhebung direkt am Point of sale, dem Ort des Kaufaktes.
Arthur C. Nielsen ist der Schöpfer der Nielsen Television Ratings und entwickelte mit dem Konzept des „Marktanteils“ eine der bis heute wichtigsten Marketingkennzahlen.
Nielsen studierte an der Universität von Wisconsin (University of Wisconsin at Madison) und war von 1916 bis 1918 Kapitän der Universitäts-Tennismannschaft. Auch später blieb er dem Tennissport treu, zusammen mit seinem Sohn Arthur C. Nielsen Jr. gewann er die US-Meisterschaften im Vater-und-Sohn-Doppel 1946 und 1948. Er wurde 1971 in die internationale Hall of Fame des Tennissports gewählt. Die Universität von Wisconsin ernannte ihn 1974 zum Ehrendoktor.
Nielsen heiratete 1918 Gertrude B. Smith, er hat einen Sohn (Arthur C. Nielsen, Jr.) und drei Enkelkinder (Dr. Arthur C. Nielsen III, J. Christopher Nielsen und Elizabeth Nielsen-Cocciarelli).
Nach Arthur C. Nielsen sind benannt:
- ACNielsen, ein internationales Marktforschungsinstitut mit Sitz in New York
- die Nielsengebiete, eine Einteilung Deutschlands in acht Gebiete zu Marktforschungs- und Werbezwecken von ACNielsen
- Nielsen Ratings (Einschaltquoten des US-amerikanischen Fernsehens)
- Nielsen Media Research, ein Medienforschungsunternehmen (früher Teil von ACNielsen, heute ebenso wie ACNielsen Tochter der VNU-Gruppe)
- Nielsen NetRatings, ein Internet-Tracking-Service der Medien- und Informations-Gruppe VNU, zur Reichweitenmessung von Online-Medien